# Staatliche Bernstein-Manufaktur Königsberg

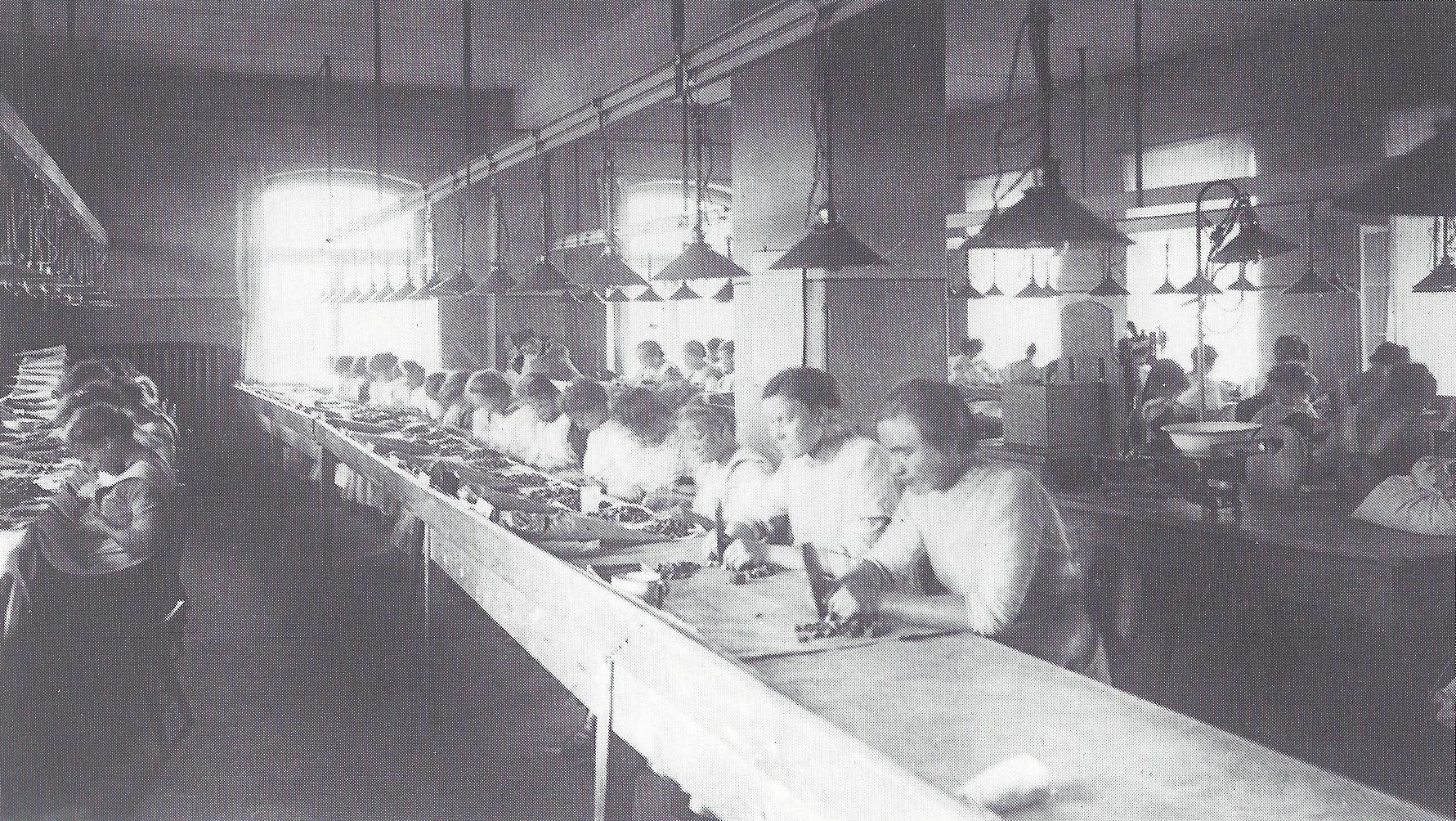
Bernsteinmanufaktur Königsberg

Die Staatliche Bernstein-Manufaktur Königsberg (SBM) mit Sitz in Königsberg (Ostpreußen) wurde 1926 unter maßgeblicher Beteiligung der Preussag AG gegründet und firmierte zunächst als „Staatliche Bernstein-Manufaktur GmbH“. Das Unternehmen existierte bis 1945 und beschäftigte zeitweilig bis zu 1500 Mitarbeiter. Es war die zu ihrer Zeit größte Bernstein-Manufaktur der Welt.

## Geschichte

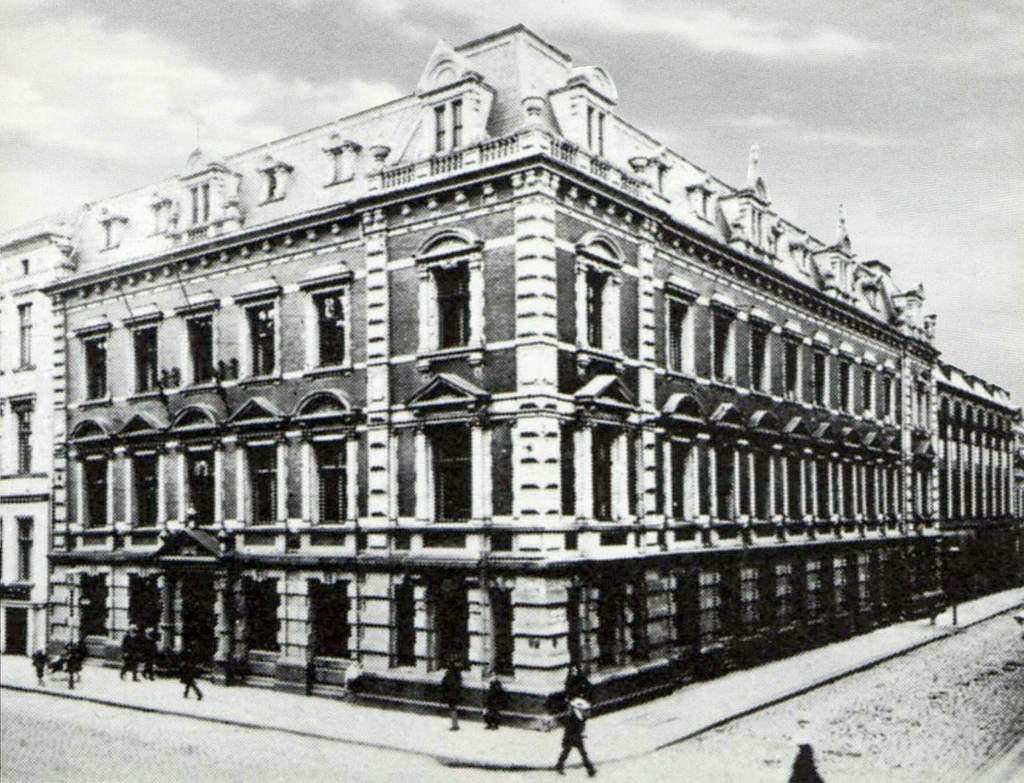
Gebäude der Bernsteinmanufaktur um 1900

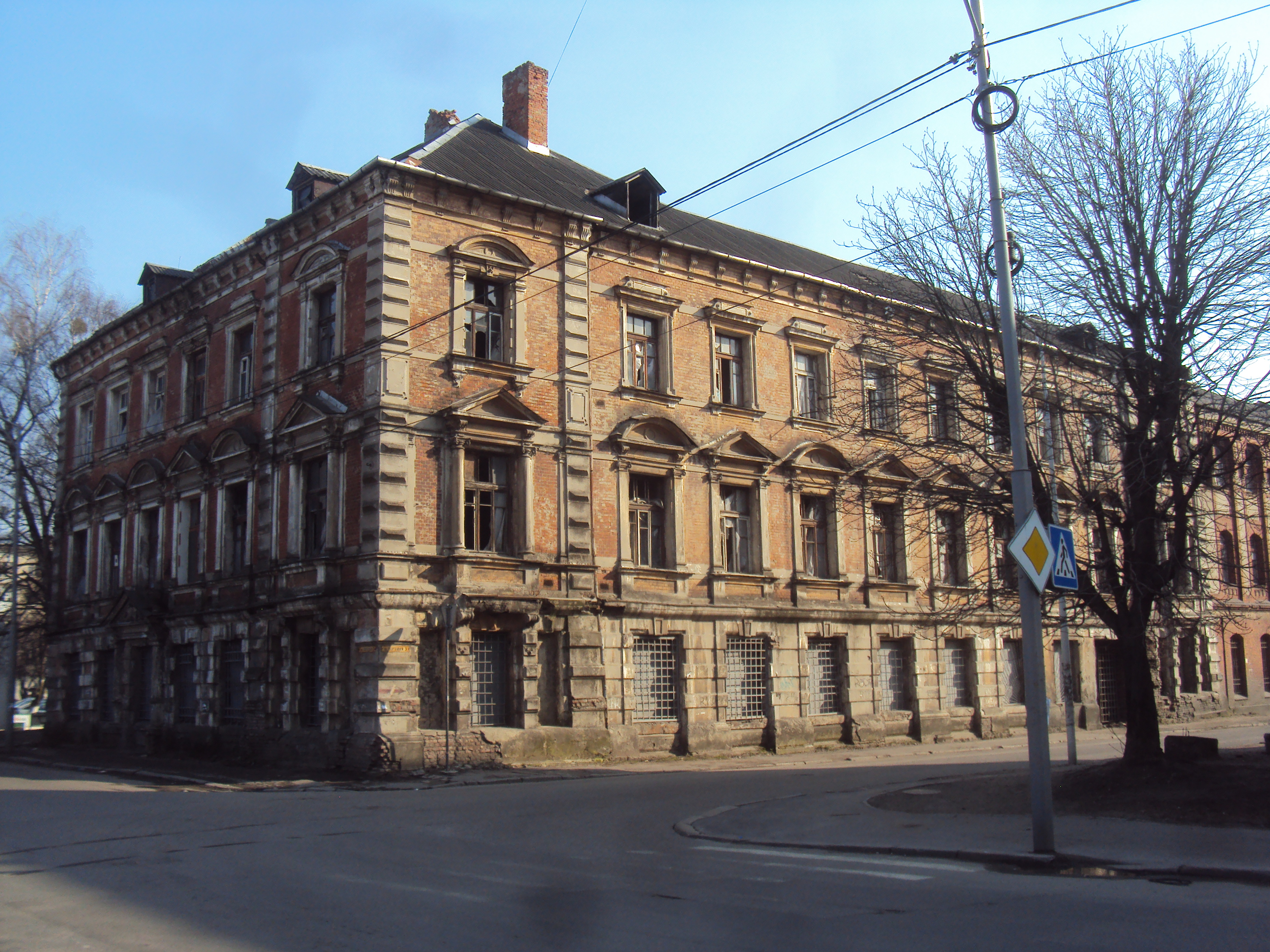
Gebäude der ehemaligen Bernsteinmanufaktur um 2016

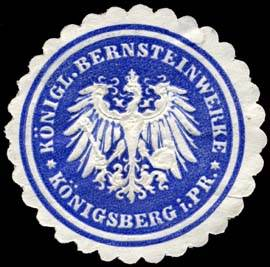
Siegelmarke der Königlichen Bernsteinwerke Königsberg i. Pr., die 1919 in „Staatliche Bernsteinwerke“ und 1924 in „Preußische Bergwerks- und Hütten-Aktiengesellschaft – Zweigniederlassung Bernsteinwerke Königsberg i.Pr.“ umfirmierten.

Die 1926 gegründete SBM entstand aus einem Zusammenschluss der zur Preussag gehörenden „Zweigniederlassung Bernsteinwerke Königsberg i. Pr.“ und deren Tochterunternehmen, der Hugo Barth GmbH in Danzig, mit den ebenfalls Bernstein verarbeitenden Unternehmen Gompelsohn & Co. (Danzig), W. Witzki (Danzig), H.L. Perlbach (Königsberg) und M. Weidt (Berlin). Das größte Gewicht in diesem Zusammenschluss hatte die Preussag mit ihrem über die Zweigniederlassung Bernsteinwerke Königsberg gehaltenen Tochterunternehmen Hugo Barth GmbH, so dass die Preussag bereits bei der Gründung eine Mehrheitsbeteiligung an der SBM hielt. Diese baute sie in den Folgejahren aus, bis sie 1929 schließlich alleinige Inhaberin des Unternehmens war. Ab 1936 war die SBM eine Zweigniederlassung der Bernsteinwerke Königsberg. Die Firma blieb bis 1938 erhalten und wurde dann in „Zweigniederlassung Königsberg“ geändert. Nach dem Ende des Zweiten Weltkrieges wurde die Preussag Rechtsnachfolgerin des Unternehmens. Die Bernsteinverarbeitung wurde 1945 aufgegeben. In den letzten Kriegsmonaten wurde im Zusammenhang mit der  Bombardierung von Industrieanlagen im Landesinneren Deutschlands das Equipment einiger Produktionsstätten von Gewehren und Patronen in die Betriebsstätten der Bernstein-Manufaktur verlagert, während zugleich die Maschinen der Bernsteinproduktion ausgelagert wurden.
Das heute in der Oblast Kaliningrad Bernstein fördernde und verarbeitende Kaliningrader Bernsteinkombinat nutzte in den Anfangsjahren seiner operativen Tätigkeit nach dem Zweiten Weltkrieg einige Liegenschaften und die zum Teil noch vorhandenen Gerätschaften der einstigen Staatlichen Bernstein-Manufaktur, ist aber nicht Rechtsnachfolger der Königsberger Manufaktur. Das Betriebsgebäude der Manufaktur wurde in der Nachkriegszeit noch zeitweilig von der sowjetischen Armee als Unterkunft genutzt. Danach verfiel das Gebäude. Im Jahre 2013 stellten die Stadt und der Oblast Kaliningrad Pläne vor, wonach das Gebäude renoviert und für Ausstellungen des Meeresmuseums und des Bernsteinmuseums Kaliningrad nutzbar gemacht werden soll.
Der wirtschaftliche Hintergrund des Unternehmenszusammenschlusses im Jahre 1926 waren in der Zeit nach dem Ersten Weltkrieg eingetretene Entwicklungen am Bernsteinmarkt, die zu fallenden Erlösen führten. Dazu gehörte das Aufkommen von Kunstharzen, die vermehrt an die Stelle von Naturbernstein und Pressbernstein traten. So wurden die im ersten Viertel des 20. Jahrhunderts meist aus Pressbernstein hergestellten, umsatzträchtigen Zigaretten- und Pfeifenspitzen immer häufiger durch Produkte aus Bakelit ersetzt. Ein weiteres Problem war die zeitweilige Überproduktion von Rohbernstein. Im Samland wurden in den 1920er Jahren bis zu 500 Tonnen jährlich gefördert. Große Lagerbestände und ein Überangebot an Bernsteinartikeln führten zu  einem Preisverfall. Weitere wirtschaftliche Schwierigkeiten entstanden nach Ausbruch der Weltwirtschaftskrise im Jahre 1929, die in vielen Ländern zu einem dramatischen Devisenmangel führte, so dass auch der Export von Rohbernstein und Bernsteinartikeln rückläufig war. Um den Absatz von Bernsteinartikeln zu fördern, richtete die SBM Ende der 1920er und zu Beginn der 1930er Jahre in verschiedenen europäischen Ländern und in den Vereinigten Staaten von Amerika Niederlassungen ein.
Die SBM hatte eine Art Ankaufsmonopol für Strandfunde. Nach einer 1932 erlassenen und in Ostpreußen geltenden Rechtsordnung, die als letztes Kapitel in der Geschichte des seit dem Mittelalter bestehenden Bernsteinregals anzusehen ist, war aller gefundener Bernstein an die „… zuständigen Bernsteinabnehmer der Bernsteinwerke oder an diese direkt nach Königsberg Pr., Sattlergasse Nr. 6 …“ abzuliefern. Dem Finder wurde von der SBM, um die es sich bei den erwähnten „Bernsteinwerken“ handelte, der aktuelle Listenpreis gezahlt. Obwohl die aus Strandlese aufgekauften Mengen vor und nach Inkrafttreten dieser Verordnung recht erheblich waren (z. B. 1929 mehr als 50 Tonnen; zum Vergleich: Förderung aus Tagebau Kraxtepellen im gleichen Jahr 464 Tonnen), war diese Sonderstellung des Unternehmens für dessen wirtschaftliche Entwicklung von untergeordneter Bedeutung.

## Produkte

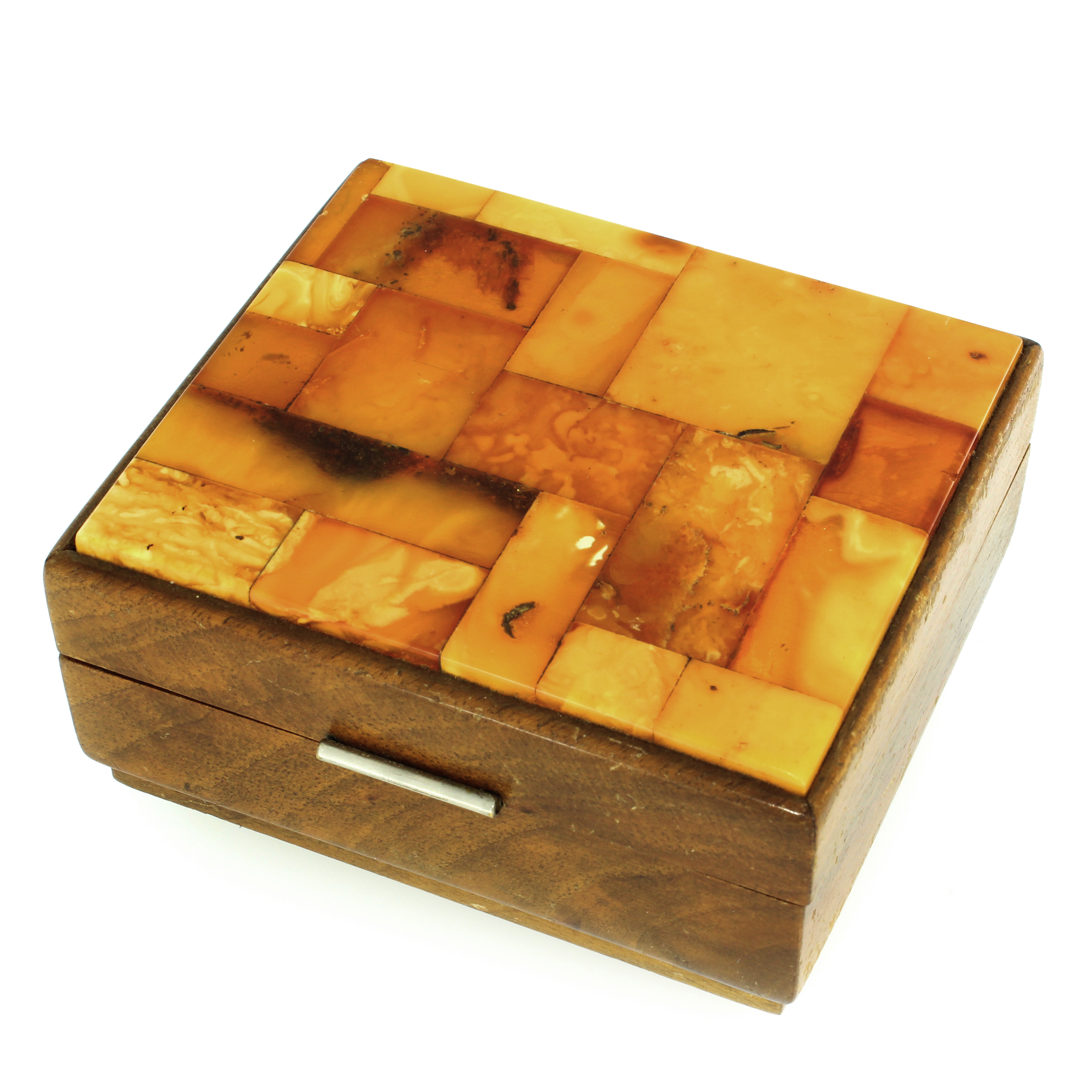
Schmuckschatulle aus der Produktion der SBM, Holz mit Bernsteineinlagen, um 1930

Durch den Unternehmenszusammenschluss kam es zu einer lebhaften Entwicklung der kunsthandwerklichen und kunstgewerblichen Bernsteinverarbeitung. Das Wort von der „guten und schönen Form“ machte die Runde unter den Kunsthandwerkern der SBM. Tatsächlich gelang es den künstlerischen Beratern des Unternehmens vielfach, Schmuck und Gebrauchsgegenständen eine neue Ästhetik zu verleihen. Namen wie Hermann Brachert und Jan Holschuh stehen neben vielen anderen für diese Entwicklung. Daneben entstanden auch religiöse Gegenstände und Bernsteinfiguren. Einige dieser Objekte wurden von Museen angekauft oder sind im Besitz der Preussag (heute TUI) verblieben.
Neben Bernsteinschmuck und Gebrauchsgegenständen aus Bernstein entstanden auch Produkte, die Spiegel des politischen Einflusses der Nationalsozialisten sind. Dazu gehörten Sporttrophäen und Ehrenabzeichen. Allein für die Herstellung von Plaketten des Winterhilfswerkes wurden zusätzlich zum Stammpersonal bis zu 2.600 Frauen beschäftigt. Die Bemühungen der politischen Machthaber, ihre Bürger davon zu überzeugen, Bernsteinartikel aus patriotischen Gründen zu erwerben, führte indes nicht zu einer Belebung des Absatzes.
Im Zweiten Weltkrieg produzierte das Unternehmen im Auftrage des Reichswehrministeriums eine aus Bernsteinabfällen gewonnene Harzmasse, die Bestandteil eines in geschlossenen Räumen eingesetzten Reizgases (Stoltzenberg-Reizwürfel) war, mit dem der sichere Sitz von Gasmasken überprüft wurde. Die Produktion nicht kriegswichtiger Erzeugnisse ging in dieser Zeit deutlich zurück.
Einige kunsthandwerkliche Arbeiten aus der SBM sind heute in öffentlichen Ausstellungen zu sehen, unter anderem im Ostpreußischen Landesmuseum Lüneburg und im Kulturzentrum Ostpreußen in der Residenz Ellingen (Mittelfranken). Das Kaliningrader Bernsteinmuseum hat einen seiner Ausstellungsräume komplett der SBM gewidmet. Die umfangreiche betriebseigene Bernsteinsammlung der SBM, die zum Ende des Zweiten Weltkrieges in der Türkei gezeigt wurde und dadurch unversehrt blieb, befindet sich heute in der Obhut des Deutschen Bernsteinmuseums von Ribnitz-Damgarten.